# Panos H. Koutras
Panos H. Koutras, gr. Πάνος Χ. Κούτρας (ur. w Atenach) – grecki reżyser, scenarzysta i producent filmowy.

## Życiorys
Po nakręceniu licznych filmów krótkometrażowych zrealizował swój debiut fabularny Atak gigantycznej musaki (1999). Obraz był niskobudżetową parodią science-fiction i zyskał status kultowy w niektórych krajach, np. we Francji i w Japonii.
Kolejne filmy Koutrasa coraz bardziej umacniały jego artystyczną pozycję: Prawdziwe życie (2004) prezentowane było na MFF w Toronto, a Strella (2009) miała swoją premierę w sekcji "Panorama" na 59. MFF w Berlinie. Największy sukces odniosła jednak Xenia (2014), prezentowana w sekcji "Un Certain Regard" na 67. MFF w Cannes. Obraz zdobył sześć nagród Greckiej Akademii Filmowej, w tym za najlepszy film i reżyserię. Był też oficjalnym greckim kandydatem do Oscara dla najlepszego filmu nieanglojęzycznego, ale ostatecznie nie uzyskał nominacji.
Najnowsza piąta fabuła Koutrasa, Dodo (2022), pokazana była premierowo na 75. MFF w Cannes w ramach sekcji "Cannes Premiere".
Koutras otwarcie przyznaje, że jest gejem. Działa na rzecz osób LGBTQ+, promuje kino queerowe i był jednym z członków założycieli odbywającej się od 2005 parady Athens Pride. W jego twórczości tematyka LGBT jest stale obecna.
Zasiadał w jury sekcji „Un Certain Regard” na 68. MFF w Cannes (2015) oraz w jury sekcji "Cinéfondation" na 72. MFF w Cannes (2019).